# ボロ市

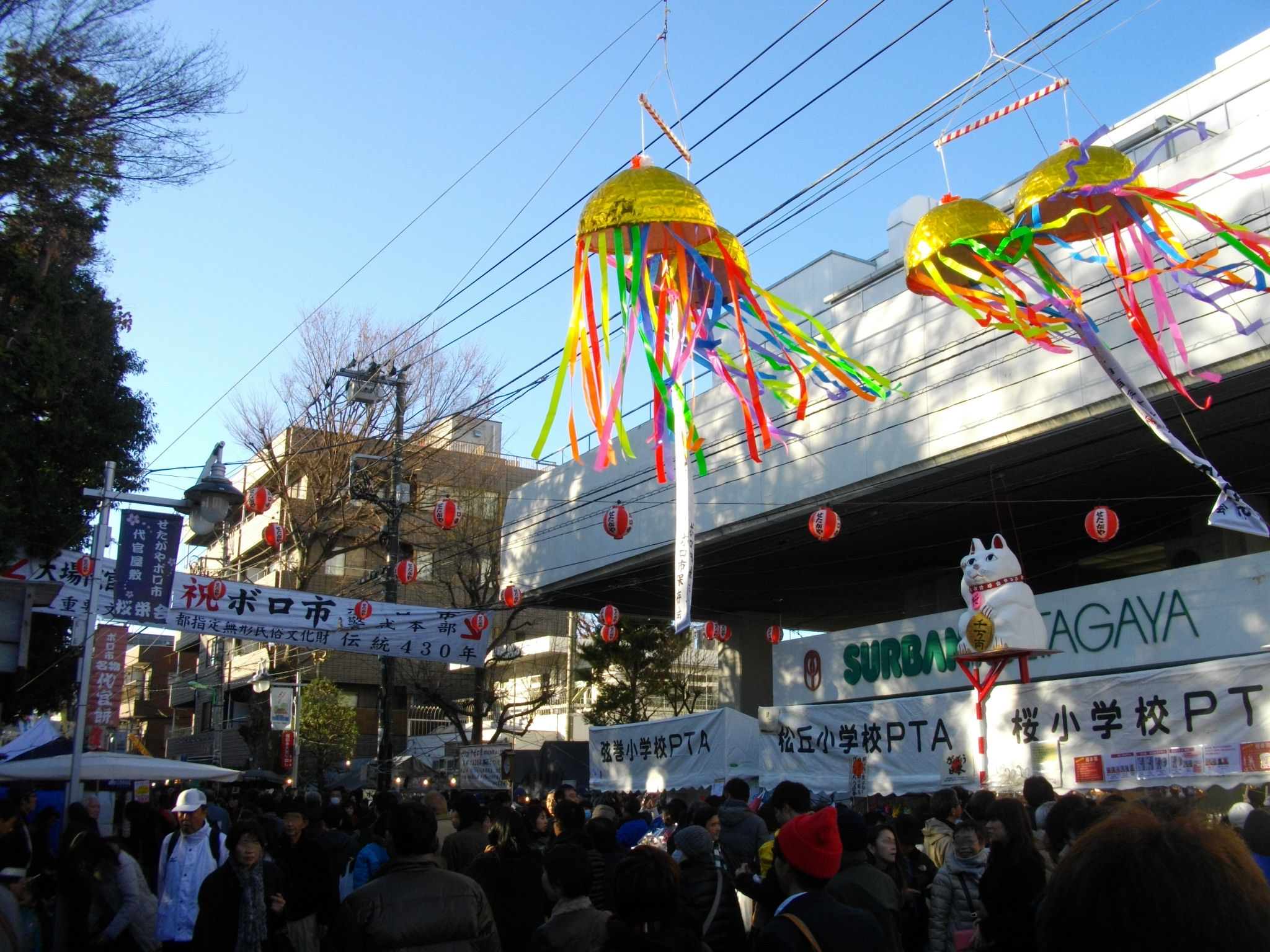
世田谷ボロ市。2012年12月16日撮影

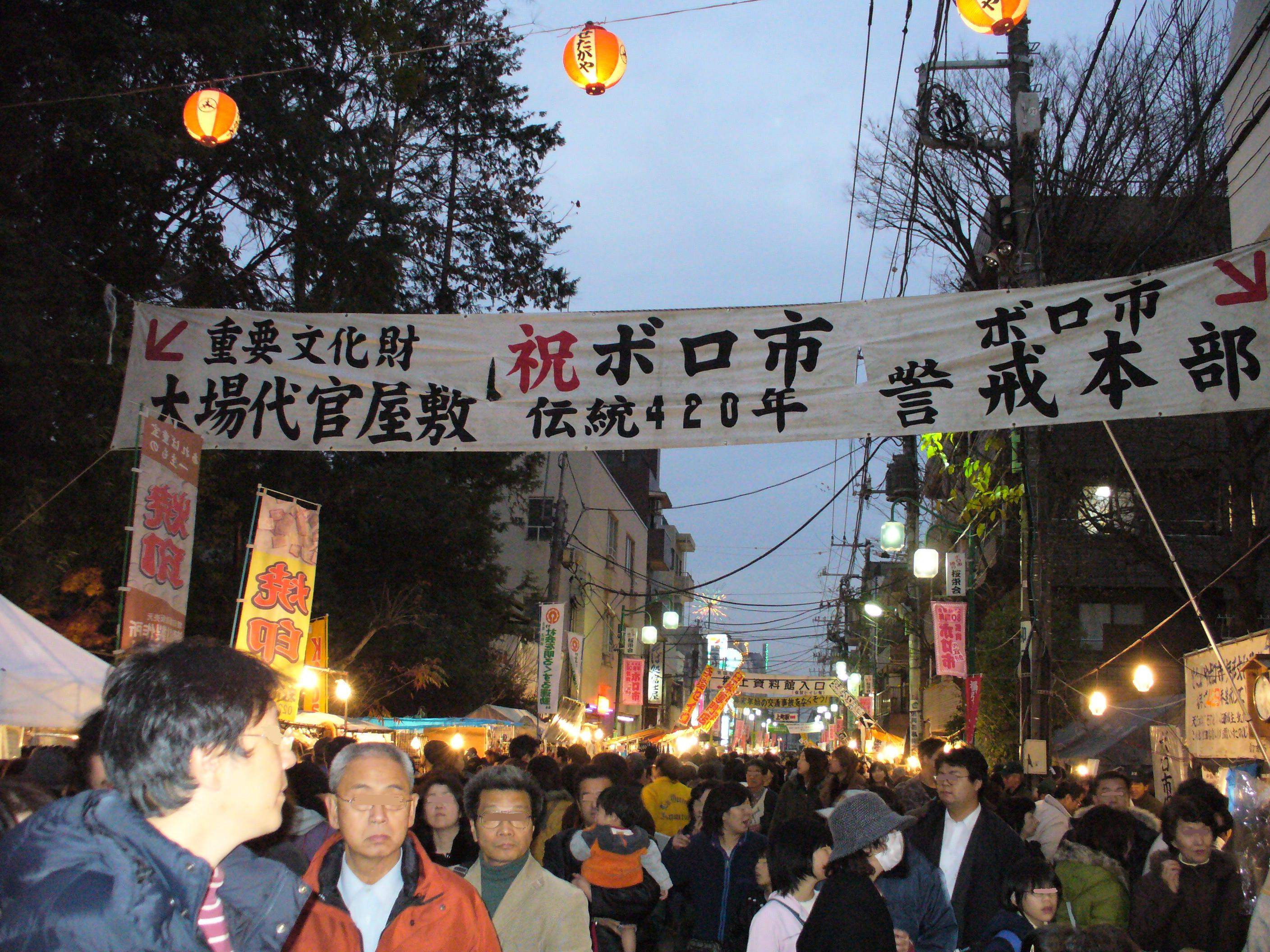
夜の世田谷ボロ市。2006年12月16日撮影

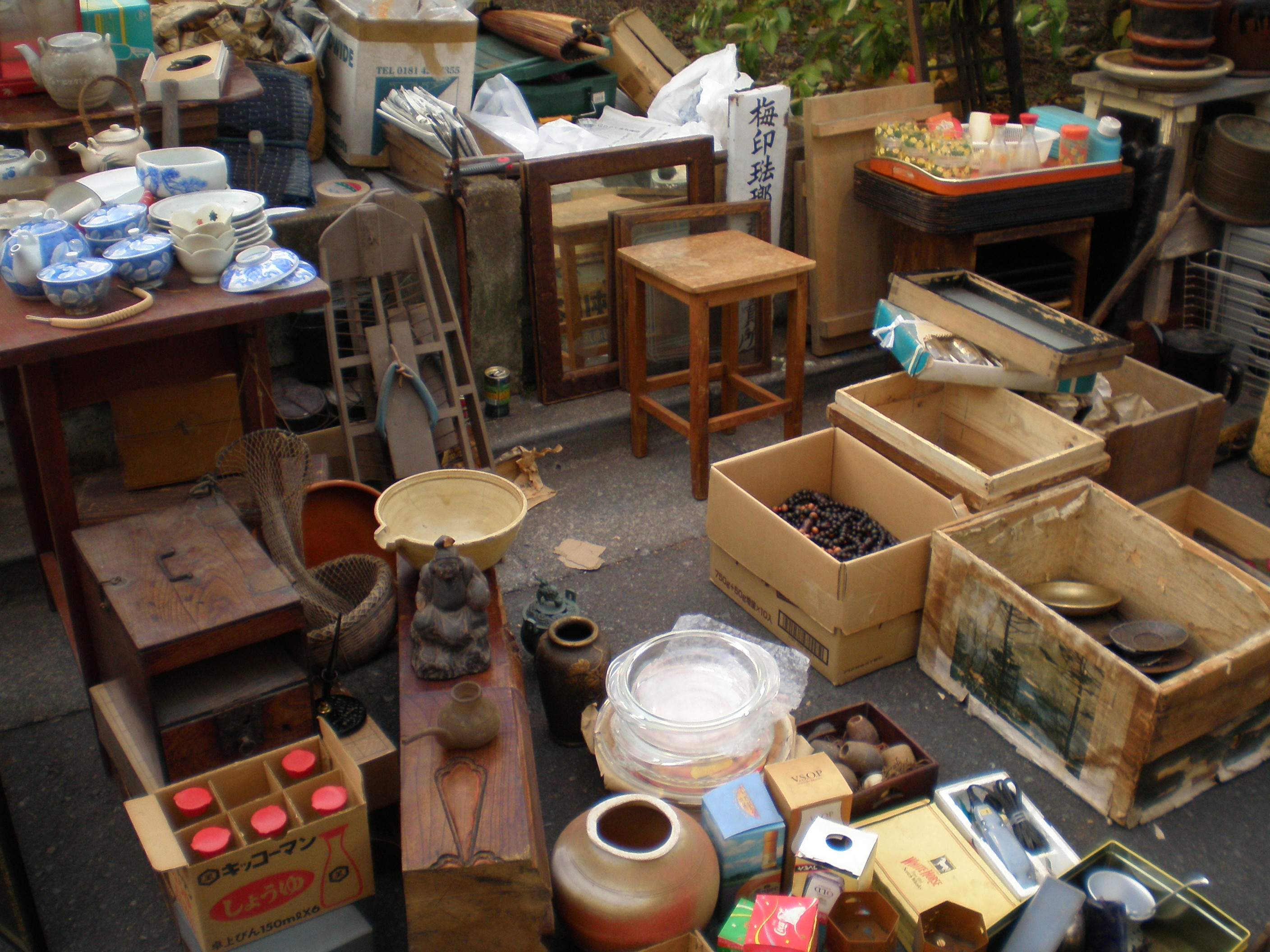
ボロ市の露店の様子

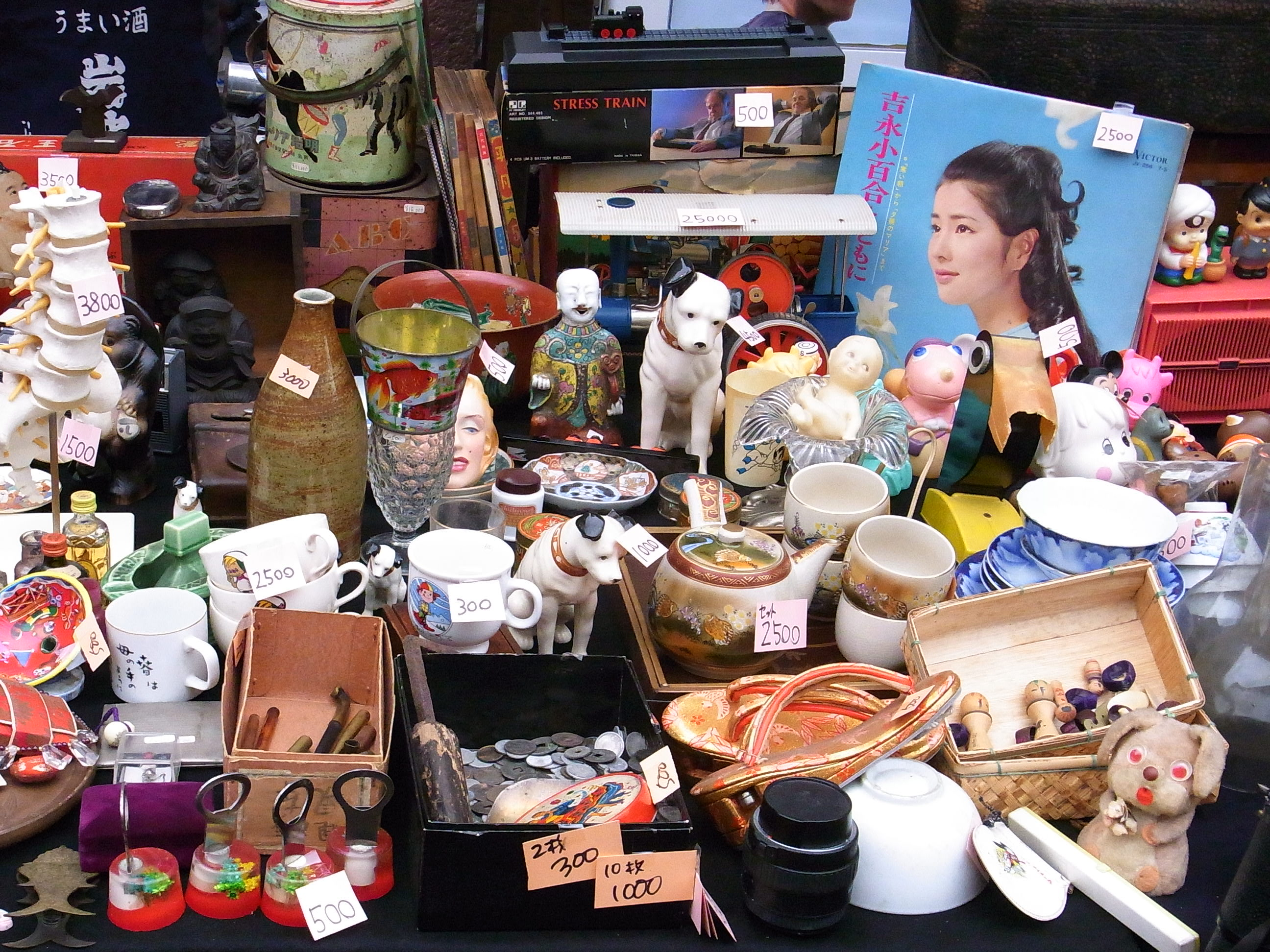
世田谷ボロ市（2011.1.15）

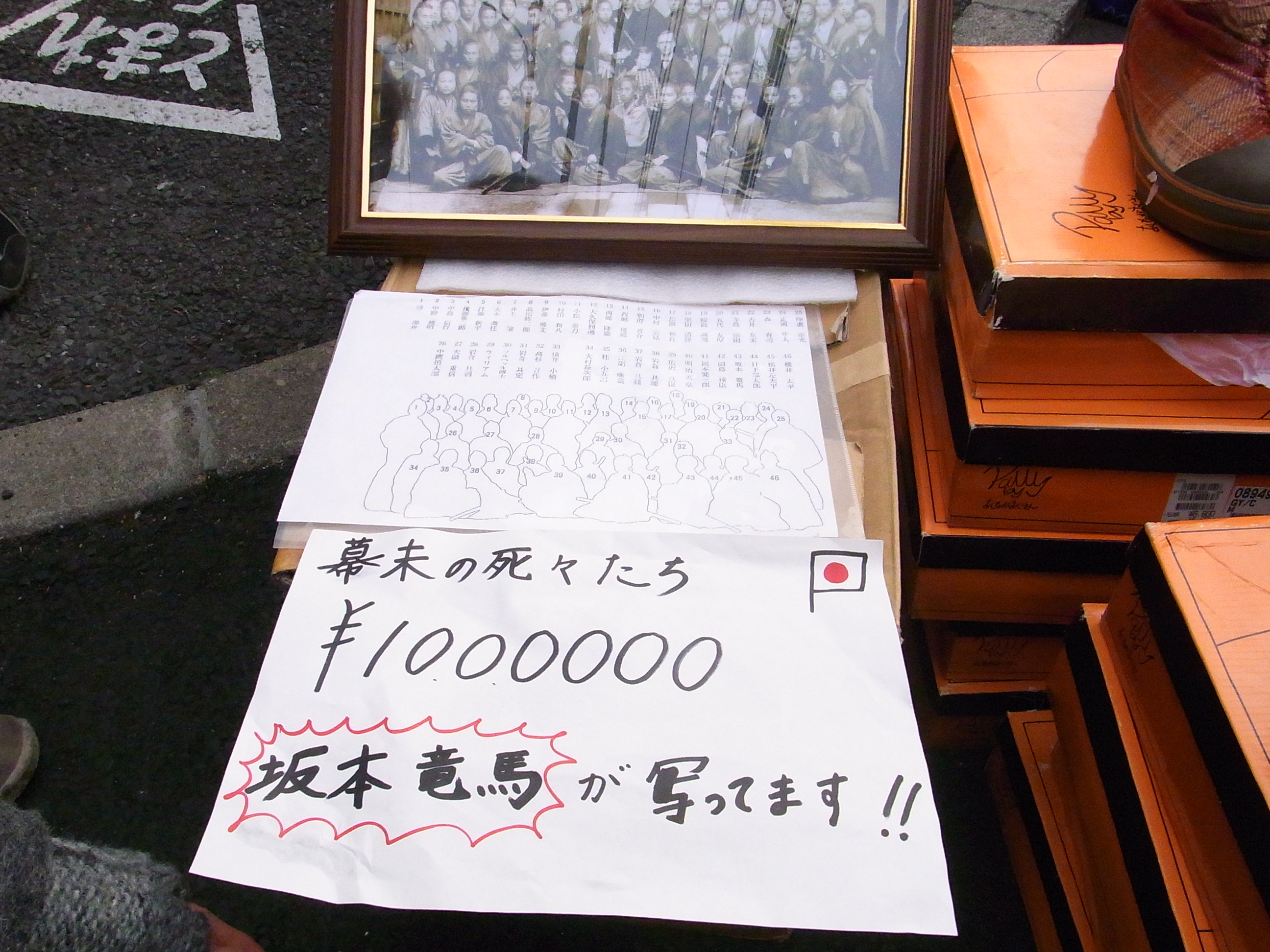
世田谷ボロ市、坂本竜馬の写真（2011.1.15）

ボロ市（ボロいち）は、東京都世田谷区世田谷で行われる蚤の市を中心とする祭礼で、伝統行事の一つ。

## 概要
古着の売買が盛んに行われたことから、明治時代に「ボロ市」の名が付いた。現代では古着のほかに、骨董品、古本、植木、食料品、神棚、玩具、寝具、新品の衣類、生活雑貨などが売られている。周辺の常設飲食店にはボロ市に合わせて臨時メニューを出すところもある。
せたがやボロ市保存会（地元町会・商店会を中心に結成）によって主催され、毎年1月15・16日と12月15・16日の9時から21時まで（後述の理由により2011年12月以降の開催は20時まで、2022年度の開催は18時までとなっている）、世田谷区世田谷一丁目の世田谷代官屋敷付近にある通称ボロ市通り（世田谷中央病院から世田谷一郵便局に至るおよそ500メートル）とその周辺で開催される。
開催日は固定であり、土曜日・日曜日にあたる場合は、観光客も含め、特に激しい混雑となる（かつて成人の日が1月15日固定であった際には、毎年必ず1日は休日開催となっていた）。9時と21時には、開始と終了を知らせる号砲が打ち上げられる。
開催期間中には700近くの露店が軒を連ね、各日20万人近くの人で賑わう。期間中、最寄り駅となる世田谷駅および上町駅を経由する東急世田谷線は、臨時ダイヤで運行される。
江戸時代の代官による市視察を再現した「代官行列」が昭和43年（1968年）の明治100周年以降、おおよそ5年ごとに様々な記念として行われている。2017年12月15日の行列では、かつて代官を務めた大場家第16代当主をはじめ約50人が参加した。
会場の中心部に位置する世田谷区立郷土資料館（世田谷代官屋敷敷地内）では、例年12月から1月にかけて、季節展「ボロ市の歴史」を実施し、関連資料の展示によりその歴史を紹介している。

## 歴史
1578年、北条氏政の「楽市掟書」により世田谷城下で始まった楽市を嚆矢とする。江戸と小田原の間にある世田谷宿において伝馬の確保のため、宿場を繁栄させようという目的があったといわれる。当時は、毎月1日、6日、11日、16日、21日、26日に開かれた。
その後、北条氏が豊臣秀吉により1590年の小田原征伐で没落し、北条氏の配下であった吉良氏の世田谷城も廃止されたことから、楽市は急速に衰えた。しかし、その後も近郊農村の需要を満たすため、農具市として年末に開かれる歳市に形を変えて存続した。
明治の新暦採用後は1月にも開かれることとなった。昭和10年代の最盛期には約2000の露店が並んだ。
1994年9月には世田谷区から、2007年3月には東京都から、それぞれ無形民俗文化財として指定されている。
2020年及び2021年は、新型コロナウィルス対策のため、ボロ市は開催されなかった。

## 代官餅
1975年から発売されている「代官餅」は、ボロ市の会場でしか製造・販売されない希少性とその味の評判から、昼食時には購入のための長蛇の列（1時間以上並ぶことも珍しくない）ができるなど、現在ではボロ市を代表する名物となっている。味はあんこ、きなこ、からみの三種がある。

## その他
東日本大震災発生後の開催となる2011年12月以降の開催においては、開催時間を1時間短縮し20時終了とするとともに、被災地の復興を支援するため、復興支援物産展を会場内で開催している。

## 映像資料
- 「ボロ市にぎわう」（昭和64年1月1日公開） - No.1590_1（動画）・中日映画社